# Omar Al Somah
Omar Jehad Al Somah (arab. عمر جهاد السومة; ur. 23 marca 1989 w Dajr az-Zaur) – syryjski piłkarz grający na pozycji napastnika. Od 2023 jest zawodnikiem klubu Al-Arabi.

## Kariera piłkarska
Swoją karierę piłkarską Al Somah rozpoczął w klubie Al-Fotuwa SC, w którym w 2008 roku zadebiutował w pierwszej lidze syryjskiej. W 2011 roku odszedł do kuwejckiego Al Qadsia. W sezonie 2011/2012 sięgnął z nim po dublet - mistrzostwo oraz Puchar Kuwejtu. Z kolei w sezonie 2012/2013 został wicemistrzem kraju i zdobył jego puchar. W sezonie 2013/2014 wywalczył mistrzostwo Kuwejtu. W 2013 roku wystąpił z Al Qadsia w przegranym 0:2 finale Pucharu AFC z Al Kuwait Kaifan.
Latem 2014 roku Al Somah odszedł do saudyjskiego Al-Ahli. Swój debiut w nim zaliczył 16 sierpnia 2014 w wygranym 6:1 domowym meczu z Hajer Club. W debiucie strzelił trzy gole. W sezonach 2014/2015, 2016/2017 i 2017/2018 wywalczył z Al-Ahli trzy wicemistrzostwa Arabii Saudyjskiej, a w sezonie 2015/2016 został mistrzem tego kraju. W 2015 roku zdobył Puchar Arabii Saudyjskiej. W sezonach 2014/2015, 2015/2016 i 2016/2017 trzykrotnie z rzędu był królem strzelców saudyjskiej ligi, zdobywając odpowiednio 22, 27 i 24 gole.
| Sezon   | Klub         | Kraj             | Rozgrywki          | Mecze | Gole |
| ------- | ------------ | ---------------- | ------------------ | ----- | ---- |
| 2008/09 | Al-Fotuwa SC | Syria            | I liga             | 18    | 13   |
| 2009/10 | Al-Fotuwa SC | Syria            | II liga            | 16    | 18   |
| 2010/11 | Al-Fotuwa SC | Syria            | I liga             | 8     | 5    |
| 2011/12 | Al Qadsia    | Kuwejt           | Premier League     | 13    | 7    |
| 2012/13 | Al Qadsia    | Kuwejt           | Premier League     | 18    | 13   |
| 2013/14 | Al Qadsia    | Kuwejt           | Premier League     | 26    | 23   |
| 2014/15 | Al-Ahli      | Arabia Saudyjska | I liga             | 22    | 22   |
| 2015/16 | Al-Ahli      | Arabia Saudyjska | I liga             | 22    | 27   |
| 2016/17 | Al-Hilal     | Arabia Saudyjska | I liga             | 24    | 24   |
| 2017/18 | Al-Ahli      | Arabia Saudyjska | I liga             | 14    | 11   |
| 2018/19 | Al-Ahli      | Arabia Saudyjska | I liga             | 24    | 19   |
| 2019/20 | Al-Ahli      | Arabia Saudyjska | I liga             | 25    | 19   |
| 2020/21 | Al-Ahli      | Arabia Saudyjska | I liga             | 24    | 12   |
| 2021/22 | Al-Ahli      | Arabia Saudyjska | I liga             | 25    | 10   |
| 2022/23 | Al-Arabi SC  | Katar            | Qatar Stars League | 20    | 19   |

## Kariera reprezentacyjna
W reprezentacji Syrii Al Somah zadebiutował 11 października 2012 w zremisowanym 1:1 towarzyskim meczu z Kuwejtem. W 2019 roku powołano go do kadry na Puchar Azji.